# Watch Your Step
Watch Your Step är ett samlingsalbum av det svenska hardcorebandet Raised Fist, utgivet den 24 september 2001 på Burning Heart Records. Skivans låtar är hämtade från EP-skivorna Stronger Than Ever och You're Not Like Me samt från samlingsskivorna Cheap Shots Vol. 1, Cheap Shots Vol. 2, Cheap Shots Vol. 3 och Stronger Than Ever.

## Låtlista
1. "Stronger Than Ever"
2. "Reduction of Hate"
3. "Torn Apart"
4. "I've Tried"
5. "Next"
6. "The Answer"
7. "Time for Changes"
8. "Soldiers of Today"
9. "E-skile"
10. "Too Late to Change"
11. "Respect"
12. "To Make Up My Mind"
13. "Give Yourself a Chance"
14. "Break Free"
15. "Stand Up and Fight"
16. "Flame Still Burns" (Youth of Today-cover)
17. "Maintain"
18. "Untruth"
19. "Peak"

### Fotnoter
1. ↑  ”Watch Your Step”. Discogs.com. http://www.discogs.com/Raised-Fist-Watch-Your-Step/release/728624. Läst 27 april 2012.